# 漢尼夫卡 (羅韋尼基區)
48°22′37″N 38°52′49″E / 48.37694°N 38.88028°E
汉尼夫卡（烏克蘭語：Ганнівка）是位於烏克蘭東部的村莊，由盧甘斯克州羅韋尼基區的赫魯斯塔利內市鎮負責管轄。該村始建於1952年，面積0.44平方公里，海拔高度235米，2001年人口10，人口密度每平方公里22.5人。